# Hidroacústica

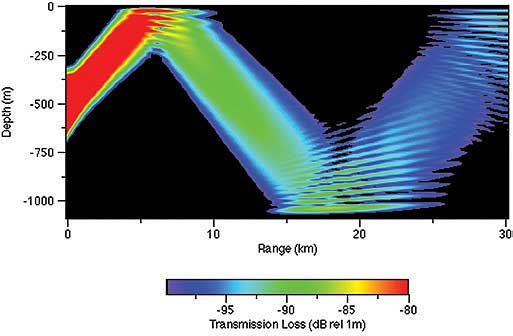
Tela de saída de um modelo computacional de propagação acústica submarina em um ambiente simplificado do oceano.

Hidroacústica, também conhecido como acústica submarina ou acústica subaquática, é o estudo da propagação do som na água e a interação das ondas mecânicas, que constituem o som, com a água e seus limites. A água pode estar em um oceano, lago ou reservatório. As frequências típicas associadas com a acústica submarina estão entre 10 Hz e 1 MHz. A propagação do som no oceano a freqüências menores que 10 Hz, não é geralmente possível sem uma penetração profunda até o leito do mar, enquanto que acima de 1 MHz elas são raramente usadas porque são absorvidas muito rapidamente. A acústica submarina é algumas vezes conhecida por hidroacústica.
O campo da acústica submarina está intimamente relacionada a um número de outros campos de estudo da acústica, incluindo sonar, transdução, processamento do sinal acústico, acústica oceanográfica, bioacústica e física acústica.

## História
O som submarino tem provavelmente sido usado por animais marinhos por milhões de anos. A ciência da acústica submarina começou em 1490, quando Leonardo Da Vinci escreveu,
"Se você parar com o seu navio no mar, introduzir a extremidade de um tubo na água e colocar o seu ouvido na outra extremidade do tubo, você ouvirá navios a grande distância de você."
Em 1687 Isaac Newton escreveu seu Princípios Matemáticos de Filosofia Natural que incluem o primeiro tratado de som. O próximo passo importante no desenvolvimento da acústica submarina foi dado por Daniel Colladon, um físico suíço, e Charles Sturm, um matemático francês. Em 1826, no Lago Léman, eles mediram o lapso de tempo entre um sinal luminoso e o som do sino de um navio submerso usando um tipo de chifre colocado no ouvido para poder ouvir o som em baixo da água. Eles mediram uma velocidade de som de 1435 metros por segundo por uma distância além de  17 quilômetros, realizando a primeira medição quantitativa da velocidade do som na água. O resultado que eles obtiveram estava dentro dos 2 % dos atuais valores aceitos. Em 1877 Lord Rayleigh escreveu a "Teoria do Som" e estabeleceu a teoria da moderna acústica.
O naufrágio do Titanic em 1912 e o início da Primeira Guerra Mundial possibilitou o avanço no desenvolvimento dos estudos sobre a acústica submarina. Os sistemas de escuta antissubmarinos foram desenvolvidos. Entre 1912 e 1914, um número de patentes de ecolocação foram emitidos na Europa e nos Estados Unidos, culminando no eco-ranger de Reginald Fessenden em 1914. O trabalho pioneiro aconteceu também nesse período na França por Paul Langevin e na Grã-Bretanha por A B Wood e associados. O desenvolvimento de sonares (SOund Navigation And Ranging) ativos (ASDIC) e passivos aconteceram à passo acelerado durando a guerra, motivado pelo produção em larga escala de submarinos. Outro avanço na acústica submarina inclui o desenvolvimento das minas acústicas.
Em 1919, o primeiro documento sobre acústica submarina foi publicado, teoricamente descrevendo os raios de refração de som produzidos por gradientes de temperatura e salinidade no oceano. A série de predições do documento foram experimentalmente validadas pelas medidas de transmissões perdidas.
Nas duas décadas seguintes foram desenvolvidas várias aplicações da acústica submarina. O fatômetro, ou sonar de profundidade, foi desenvolvido comercialmente durante a década de 1920. Inicialmente, materiais naturais foram usados para os transdutores, mas os sistemas de sonares na década de 1930 incorporaram transdutores piezoelétricos feitos de materiais sintéticos usados nos sistemas passivos de escutas e para sistemas ativos de eco-ranging. Esses sistemas tiveram bom desempenho durante a Segunda Guerra Mundial tanto por submarinos quanto por navios antissubmarinos. Muitos avanços na acústica submarina foram feitos que foram resumidos mais tarde na série "Física e Som no Mar, publicada em 1946.
Depois da Segunda Guerra Mundial, o desenvolvimentos dos sistemas de sonar foi largamente praticado durante a Guerra Fria, resultando em avanços na compreensão teórica e prática da acústica submarina, auxiliada pelas técnicas baseadas nos computadores.

## Aplicações

### Biologia marinha
Devido a sua excelente propriedade de propagação, a acústica submarina é utilizada como ferramenta para auxiliar o estudo da vida marinha, desde microplâncton até as baleias-azuis.

### Partícula física
Um neutrino é uma partícula fundamental que interage muito fracamente com a matéria.  Por este motivo ele requer aparelhos de detecção de uma escala muito alta e o oceano é algumas vezes usado com este propósito. Em particular, pensa-se que com energia ultra-alta os neutrinos na água do mar podem ser detectados acusticamente. 